# 郭澄之
郭澄之（？—？），字仲靜，晉朝太原陽曲人。
生卒年不詳。曾任尚書郎，輔國將軍諸葛長民想招徠其來自己的府內任職，但郭澄之不願意，後郭外任為南康相。恰逢孫恩盧循之亂，郭澄之逃回建康，諸葛長民趁機狀告郭澄之，認為其知情不報，當斬首。不過朝廷並未究責。後來劉裕任命其為相國參軍，郭澄之跟隨劉裕北伐，晉軍攻克後秦都城長安後，劉裕還想西伐，劉裕的幕僚群多不同意，劉裕再問郭澄之的意見，澄之不回答，只是吟誦王粲詩句：“南登霸陵岸，回首望長安。”劉裕聽罷決定班師回朝。郭澄之官至相國從事中郎，封南豐侯，卒於任上。撰有《郭子》3卷。後人輯有《郭澄之集》10卷。

## 延伸阅读
[在维基数据编辑]
 《晉書/卷092》，出自房玄齡《晉書》